# More Dynamite
More Dynamite är Jerry Williams tredje album. Släppt 1964 på skivbolaget Sonet (SLP 40). Skivan släpptes även i Tyskland 1965 med titeln: "Star-Club Show 5" (Philips 158004 STL). Jerry Williams backas upp av The Violents och engelska gruppen Hi-Grades.Två av låtarna har Jerry varit med och skrivit, "Savage Love" och "It's True". Producent: Gunnar Bergström

## Låtlista[1]
1. Ready Teddy     
2. Eldorado     
3. Where Am I     
4. Lovin' Up A Storm     
5. Carolina     
6. What'd I Say     
7. I Know     
8. Free Me     
9. Come On, Come On     
10. Let's Talk About Us     
11. It's True     
12. Savage Love